# Stimfalía

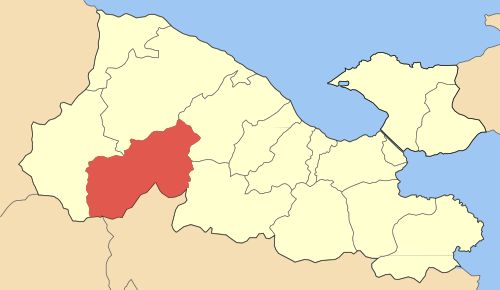
Mapa de localización de la unidad municipal de Stimfalía, en la unidad periférica de Corintia.

Stimfalía es un pueblo y una unidad municipal que pertenece al municipio de Sición, en Corintia, Grecia. El pueblo, en 2011, contaba con 151 habitantes, mientras la unidad municipal tenía una población es de 2427 habitantes. La unidad municipal ocupa un valle de montaña con una altitud media de 600 metros. El monte Cilene domina el noreste, alcanzando c. 2400 metros.  Al sur de la actual población de Stimfalía se hallan algunos restos de un antiguo asentamiento de la Antigua Grecia que recibía el nombre de Estinfalo o Estinfelo (en griego, Στύμφαλος o Στύμφηλος). 

## Historia

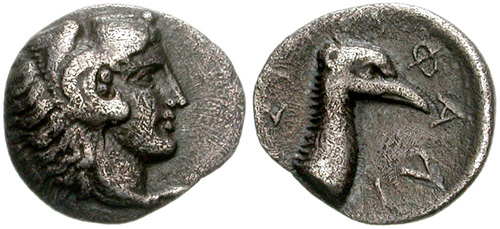
Óbolo de plata de Estinfalo en el que se representa a Heracles en el anverso y un pájaro del Estínfalo con la inscripción «ΣΤΥΜΦΑΛΙΑ» en el reverso.

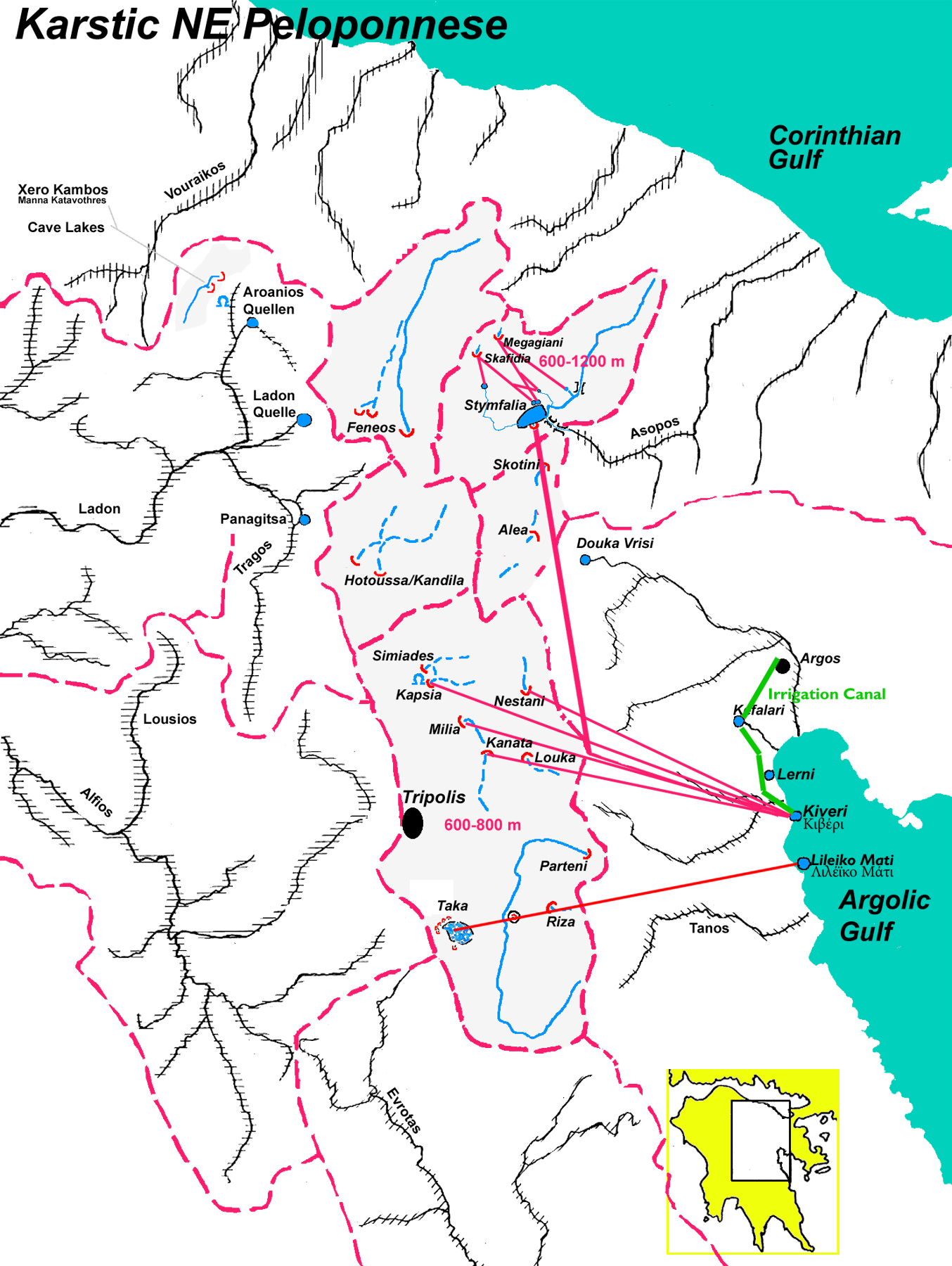
Mapa orohidrográfico de la zona.

Estinfalo fue el nombre de una ciudad, un distrito, un río, un lago, y una montaña al noreste de Arcadia.
El territorio de Estinfalo estaba limitado por Acaya al norte, Sición y Fliunte al este Mantinea al sur, y Orcómeno y Feneo al oeste. Estaba rodeada de montañas, entre ellas las montañas Estinfalo. Al sur un lago era también llamado Estinfalo (Στυμφαλὶς λίμνη). En la parte norte estaba el río Estinfalo, que se escondía y corría subterráneamente para reaparecer bajo el nombre de Erasino en Argólida. En su territorio se situaba el lugar de Apelauro. 
El Geronteo es el monte que separa los valles de Feneo y Estinfalo (en el pueblo de Zaraka). El valle de Estinfalo está entre el monte Cilene al norte, el Apelauro al este, el Oligirto al sur y el Geronteo al oeste, y en la parte más baja del valle se forma un lago, al que van a parar dos grandes ríos, que desaguan por medio de catavotras y cuya agua después de 35 km de corriente subterránea aparece de nuevo en Argos.
La ciudad de Estinfalo derivaba su nombre, según la mitología griega, de Estinfalo, hijo de Élato, nieto de Ares. Ya era mencionada por Homero en el catálogo de las naves de la Ilíada donde figuraba como uno de los lugares de Arcadia. Fue ocupada por Apolónides, general de Casandro y después fue miembro de la Liga Aquea. Desapareció en época indeterminada (ya no existía en el siglo II a. C.) y su territorio fue incluido en Argólida en época de Pausanias.
En la Antigua Grecia, Estinfalo ocupaba el valle del noroeste de Arcadia, y era famoso por ser el sitio de uno de los trabajos de Hércules: dar muerte a los pájaros del Estínfalo.
La diosa Hera fue venerada en el sitio en una forma arcaica en la que tomó tres fases: como doncella, como matrona y como viuda. Píndaro menciona un antiguo vencedor olímpico de la octava olimpíada, e insta a los estinfalios a venerar a su virginal Hera, quien era aparentemente un vestigio de la religión preolímpica.
También había un santuario de Artemisa Estinfelia.
Hay en Estinfalo una fuente desde la que el emperador Adriano llevó agua a la ciudad de Corinto.
El territorio se llama hoy valle de Zaraka, por el monasterio de Zaraka, a poca distancia del lago.

## Arqueología

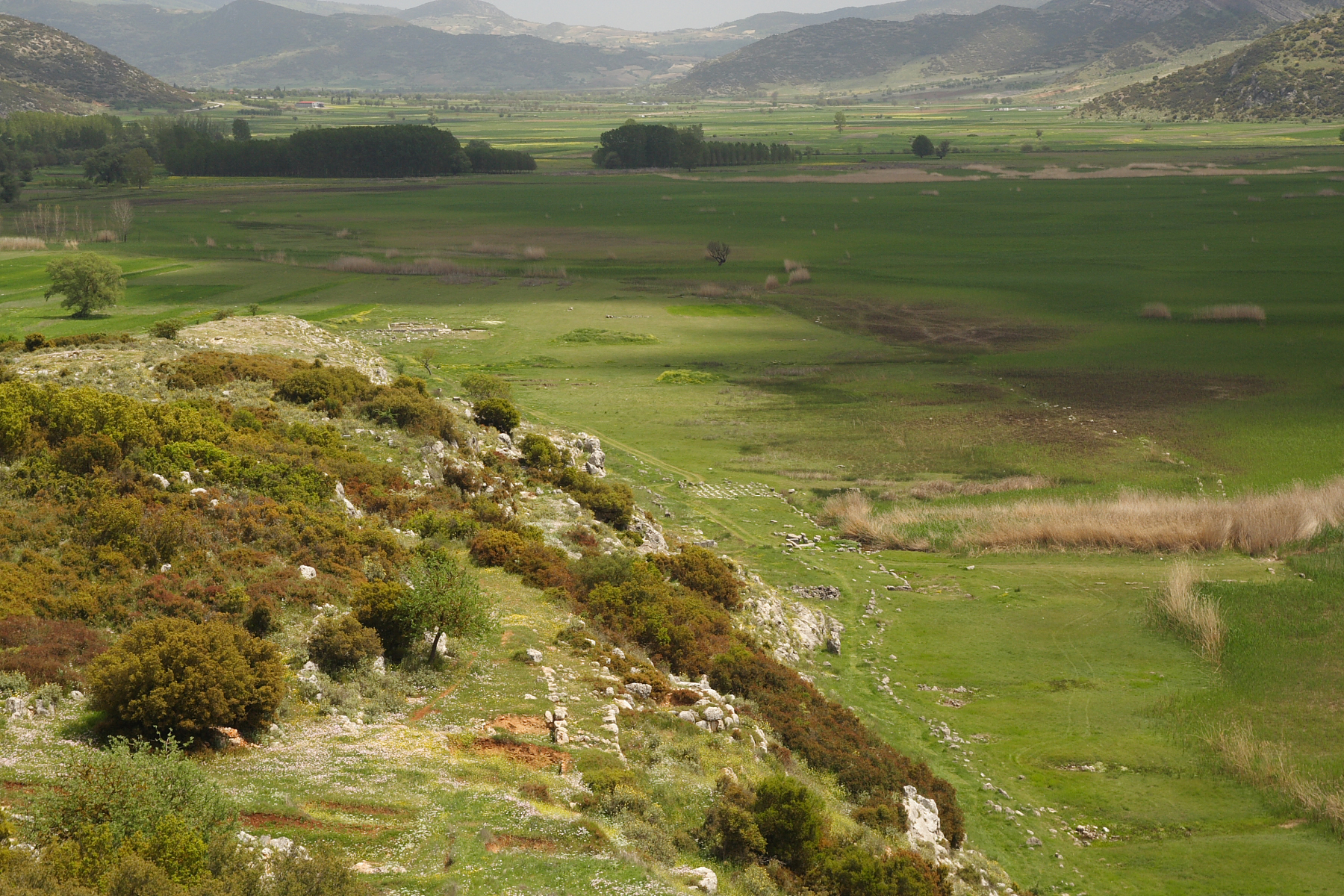
Excavaciones arqueológicas de 1980-2002: Acrópolis, ciudadela, puerta suroeste. La zona sombreada es idónea para la ubicación del lago Estinfalo.

Anastasios Orlandos excavó partes del sitio para la Sociedad Arqueológica de Atenas entre 1924 y 1930. Desde 1982, las excavaciones del sitio en la orilla norte del Lago Estinfalo están dirigidas por la Universidad de la Columbia Británica. Los estudios y excavaciones arqueológicas han revelado un pueblo refundado en el siglo IV a. C. La ciudad posterior se extendía sobre un plano reticular de cuadrícula, con carreteras de 6 m de ancho que corrían de norte a sur cada treinta metros, las cuales se cruzaban con las principales avenidas de este a oeste en intervalos de unos cien metros. Han sido también identificadas casa, un teatro, una palestra, varios templos y un santuario con una inscripción con las letras POLIAD... ("de la ciudad"), encontrado por Orlandos en 1925, pero hoy perdido, parece indicar que se rendía culto a Atenea Polias. En un anexo al templo varias docenas de pesas de telar sugieren la presencia adicional de un taller textil. 
Hay cuatro cementerios paleocristianos. Justo al norte de la ciudad antigua están los restos del monasterio cisterciense medieval de Zaraka, también parcialmente excavado por el Instituto Canadiense. Hay varios otros sitios más pequeños dispersos alrededor del valle, pero aún no han sido sistemáticamente estudiados.